# David H. Steinberg
David H. Steinberg est un scénariste, réalisateur et producteur pour le cinéma.
Il a écrit les scénarios d'American Pie 2, de Slackers, de Sexe, Lycée et Vidéo, d'American Pie : Les Sex Commandements et des Simpsons.

## Biographie
David H. Steinberg a grandi à West Hartford, dans le Connecticut, où il fut au lycée William H. Hall. Il est ensuite entré à l'Université Yale à l'âge de 16 ans. Par la suite, il a obtenu son diplôme de droit à l'Université Duke où il a servi en tant que rédacteur en chef de la revue de droit. Après quatre ans de droit à Atlanta et New York, il a abandonné sa carrière d'avocat pour aller à l'USC School of Cinematic Arts. 

### Carrière
Avant avoir été diplômé, Steinberg a vendu son premier script appelé Tire-au-flanc. Steinberg a été immédiatement engagé par Universal pour écrire les deux premiers projets d'American Pie 2.

## Filmographie

### Scénariste

#### Télévision
Téléfilms
- 2007 : Joyeux Noël Shrek! (non crédité)
- 2011 : Clochette et le tournoi des fées
- 2013 : Phys Ed
- 2014 : Les Simpson

Séries télévisées
- 2014 : The Kicks
- 2014-2017 : Les Cosmopilotes
- 2015-2017 : Yo-kai Watch

#### Cinéma
- 2001 : American Pie 2
- 2002 : Slackers
- 2003 : Sexe, lycée et vidéo
- 2009 : American Pie Présente : Les Sex Commandements
- 2011 : Le Chat potté
- 2013 : Miss Dial
- 2016 : Un flic à la maternelle 2
- 2020 : American Pie Présente : Girls Power (American Pie Presents: Girls' Rules) de Mike Elliott

#### Courts-métrages
- 2008 : The Babysitter
- 2009 : Meanwhile, at the Plaza...

### Réalisateur

#### Cinéma
- 2013 : Miss Dial

#### Courts-métrages
- 2008 : The Babysitter
- 2009 : Meanwhile, at the Plaza...